# 哈里特·迪納斯坦
哈里特·迪納斯坦是一名美國天文學家。美國天文學會於1985年授予她安妮·坎農天文學獎，以表彰她的工作。她還於1989年獲得牛頓·萊西·皮爾斯天文學獎。迪納斯坦於1975年獲得耶魯大學理學學士學位，1980年獲得加州大學聖塔克魯茲分校博士學位。她目前是德州大學奧斯汀分校的天文學教授。
她的專業研究領域包括恆星、行星狀星雲和氫離子區（含有電離氫的星際氣體）的化學豐度。她還在1973年在照相製版上發現V3890人馬座週期新星，該新星爆發於1962年5月或6月、1990年4月以及2019年8月27日。

## 榮譽
1984年，迪納斯坦獲得美國大學婦女協會/美國天文學會頒發的安妮·坎農天文學獎。。1989年，迪納斯坦獲得美國天文學會頒發的牛頓·萊西·皮爾斯天文學獎。